# Universíada de Verão de 2009
A XXV Universíada de Verão foi realizada em Belgrado, Sérvia. As cerimônias de abertura e de encerramento aconteceram na Beogradska Arena e, pela primeira vez na história das Universíadas, num estádio fechado (indoor).

## Processo de candidatura
O processo de seleção da sede da edição, teve início no começo de 2004. Apenas três cidades demonstraram interesse para o evento. Além de Belgrado, as outras candidatas foram Monterrey no México e Poznań na Polônia. O fator que pesou para a escolha de Belgrado foi o número de eventos esportivos marcados na cidade no período de 2003 até 2007. Além disso, a cidade tentou por duas vezes sediar os Jogos Olímpicos em 1992 e os de 1996. O anúncio da escolha da sede ocorreu em janeiro de 2005, em Innsbruck, na Áustria.

## Organização

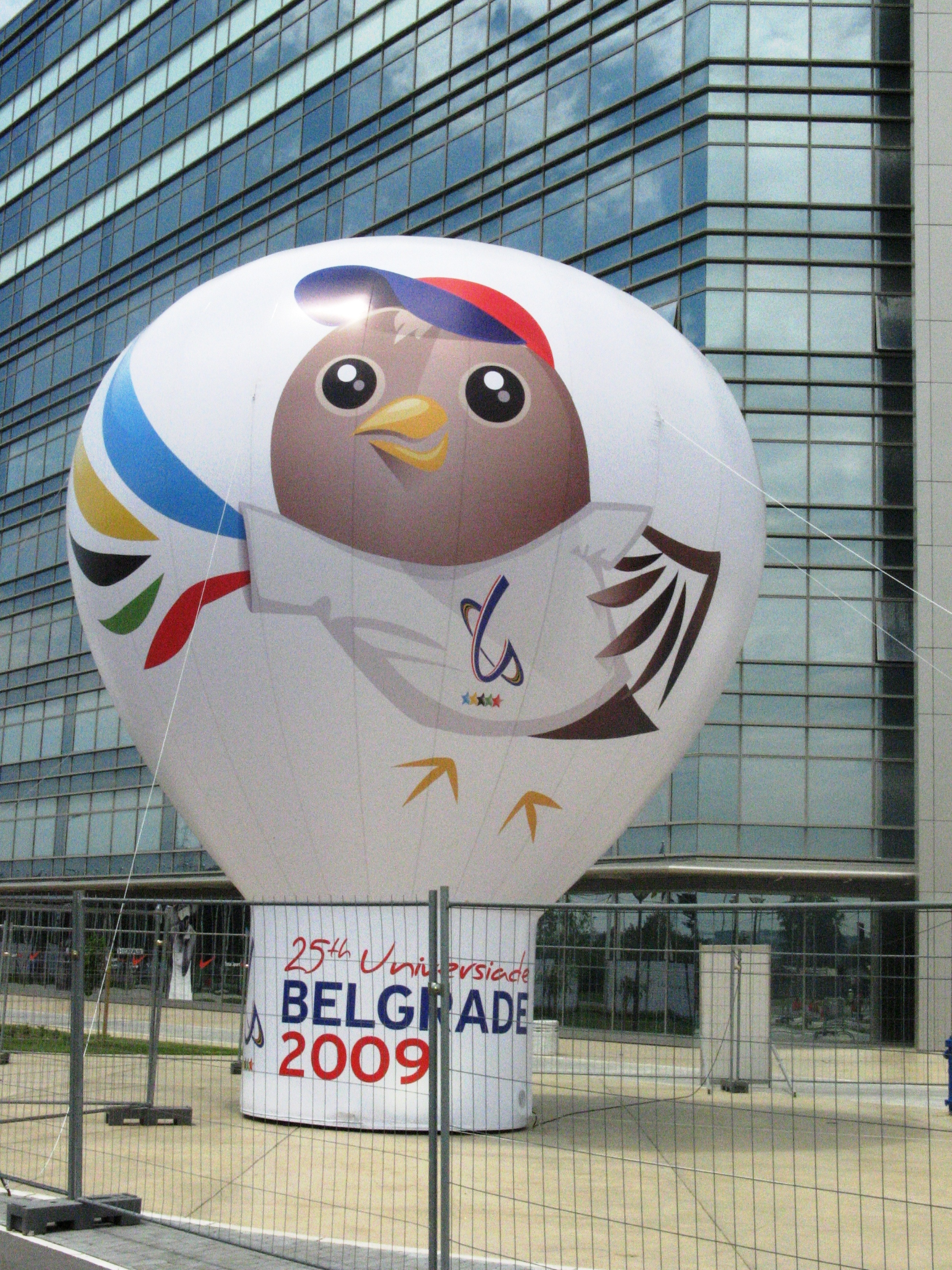
Mascote.

### Marketing
Mascote

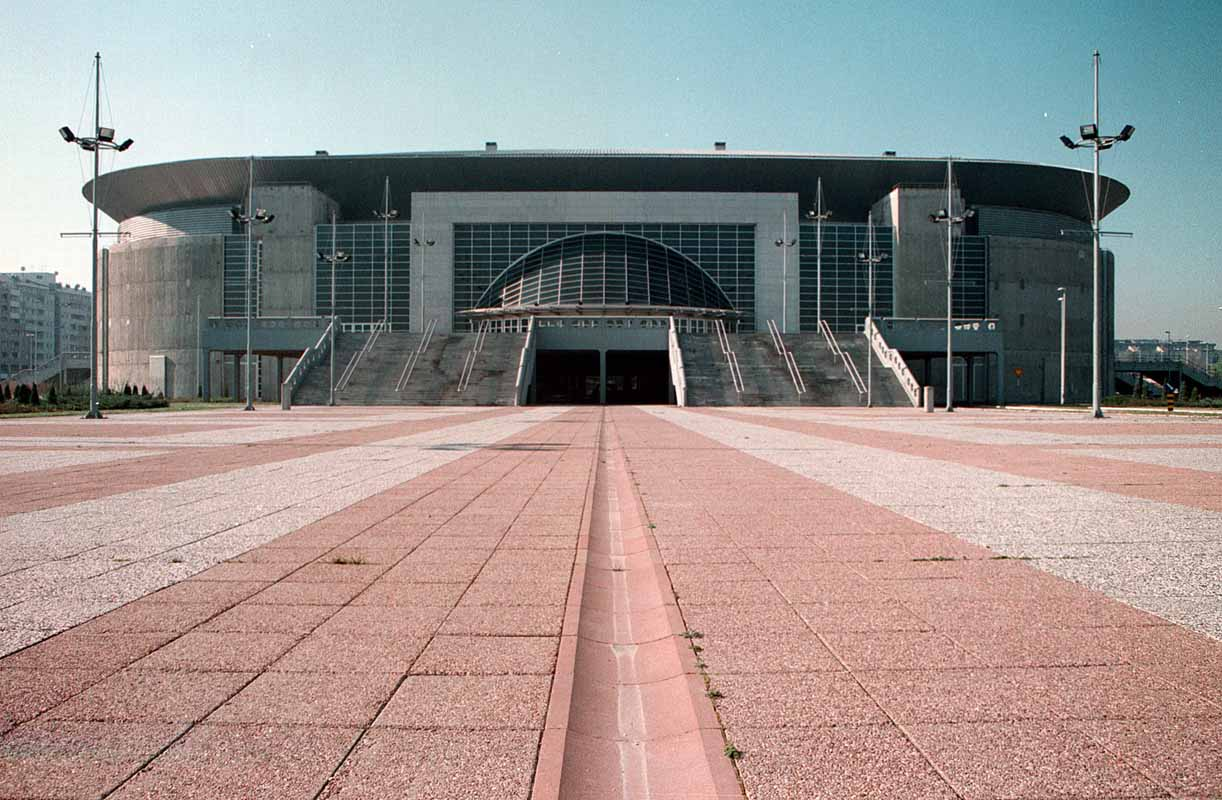
Beogradska Arena, local das cerimônias de abertura e encerramento.

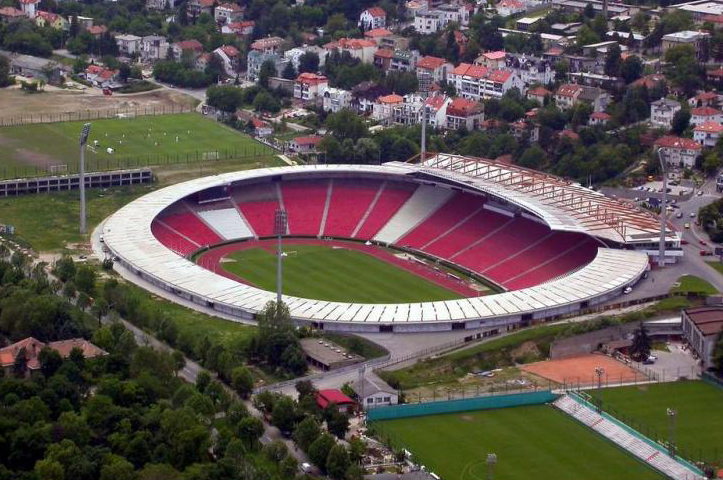
Estádio Estrela Vermelha que seria usado para as cerimônias de abertura e encerramento, mas será usado apenas pelo atletismo.

O mascote desta edição é um pardal. O comitê organizador justificou sua escolha porque o pássaro escolheu a cidade como seu lugar e pode ser encontrado em todo o país. É um pássaro rápido, dinâmico e hábil. Ao mascote foi dado um visual moderno com um boné e uma camisa T-shirt.

### Problemas financeiros
Originalmente o comitê organizador tinha proposto quatro modalidades opcionais: caratê, canoagem, tiro com arco e o remo.
Na assembléia geral da Federação Internacional do Esporte Universitário (FISU), em Turim em janeiro de 2007, foi autorizado um aumento do número de modalidades opcionais para oito. Assim foram adicionados: handebol, lutas, taekwondo e tiro.
Um ano e nove meses depois em 18 de outubro de 2008, quase a 250 dias para a Universíada de 2009, o comitê organizador solicitou a FISU que o número de modalidades a serem disputadas seja reduzido de 21 para 15, o número de atletas será reduzido de 13.000 para 8.500 e a transferência de alguns eventos para a Vojvodina. Além disso, solicitou a troca do local das cerimônias de abertura e encerramento do Estádio Estrela Vermelha para o Beogradska Arena já que este novo local se encontra pronto e já foi usado para as mesmas cerimônias do Festival Olímpico da Juventude Europeu - Verão 2007 (EYOF na sigla em inglês). A Arena já sediou entre tantos eventos o Festival Eurovisão da Canção 2008 e shows de grande porte e vai sediar também o basquetebol.
Em 21 de outubro de 2008, a FISU anunciou que o Comitê Executivo da instituição aceitou o pedido da organização da Universíada de Belgrado 2009 para diminuição do número de modalidades opcionais desta edição. A FISU esperava comemorar seus 60 anos com o recorde de modalidades (e atletas), mas devido a Grande Recessão, as modalidades opcionais caratê, canoagem, handebol, lutas, remo e tiro foram canceladas, permanecendo apenas como modalidades opcionais o taekwondo e o tiro com arco. Isso fez com que dos 307 eventos planejados somente 203 fossem confirmados, ou seja, uma redução de 104 eventos.
| “ | Eu me solidarizo com o desapontamento que esse cancelamento irá causar nos estudantes-atletas envolvidos nessas modalidades. Por essa razão, o suporte de nossos membros para esta decisão será muito bom para ajudar nossos amigos sérvios nesse momento de dificuldades para que eles continuem com a preparação, agora, de uma Universíada mais reduzida. | ” |

### Pandemia de gripe
A pandemia de gripe suína  atingiu a Universíada. Em 1 de julho, autoridades sanitárias da Sérvia divulgaram que um atleta australiano, cujo nome não foi divulgado, foi internado no hospital militar de Belgrado com sintomas da gripe. Os atletas australianos que tiveram contato com o atleta possivelmente infectado foram isolados para evitar novos casos. Ainda segundo Nebojsa Ilic, este foi o 14º caso de gripe suína registrado na Sérvia desde o começo de junho. Todos os participantes receberam um conjunto de recomendações médicas para prevenção do contágio com o vírus H1N1.
Em 6 de julho, mais dois casos foram confirmados pela organização: um atleta de Uganda e outro da Argentina. Também de acordo com as autoridades, os dois atletas ficaram isolados e já tinham chegaram ao país infectados, porém não apresentavam os sintomas. Nenhum atleta foi infectado na Vila Olímpica, já que equipes de epidemiologistas estavam em constante contato com o serviço médico da Vila.

### Transmissão
A geradora das imagens da Universíada foi a Rádio Televisão da Sérvia (RTS), a televisão estatal da República Sérvia. As imagens foram produzidas e enviadas em alta definição. A rede de televisão Eurosport fará a transmissão à cabo para os países da Europa.
No Brasil, foi firmada uma parceria entre a Confederação Brasileira do Desporto Universitário (CBDU) e os canais Globo e SporTV, com apoio da Koch Tavares, para cobertura da Universíada. Uma equipe de reportagem fez a cobertura da edição para os canais e também para o GloboEsporte.com e poderiam ocorrer transmissões de partidas, caso o Brasil avançasse nas modalidades coletivas. Só aconteceu a transmissão de um evento ao vivo.[carece de fontes?]

## Países participantes
Participaram desta edição 146 países (145 convidados e o anfitrião):
| \| - AFG Afeganistão (3) - RSA África do Sul (113) - ALB Albânia (4) - GER Alemanha (116) - ANG Angola (3) - AHO Antilhas Neerlandesas (11) - KSA Arábia Saudita (29) - ALG Argélia (27) - ARG Argentina (9) - ARM Armênia (14) - AUS Austrália (132) - AUT Áustria (32) - AZE Azerbaijão (18) - BRN Bahrein (1) - BEL Bélgica (27) - BEN Benim (5) - BLR Bielorrússia (24) - BIH Bósnia e Herzegovina (37) - BOT Botsuana (17) - BRA Brasil (129) - BUL Bulgária (66) - BUR Burquina Fasso (2) - BHU Butão (6) - CAN Canadá (211) - KAZ Cazaquistão (65) - CHI Chile (4) - CHN China (241) - CYP Chipre (21) - COL Colômbia (7) - COM Comores (2) - CGO Congo (7) - PRK Coreia do Norte (24) \| - KOR Coreia do Sul (175) - CRC Costa Rica (5) - CRO Croácia (52) - CUB Cuba (9) - DEN Dinamarca (18) - EGY Egito (41) - ESA El Salvador (2) - UAE Emirados Árabes Unidos (24) - ECU Equador (8) - SVK Eslováquia (41) - SLO Eslovênia (95) - ESP Espanha (102) - USA Estados Unidos (107) - EST Estônia (59) - FIN Finlândia (52) - FRA França (165) - GHA Gana (41) - GUA Guatemala (12) - GEQ Guiné Equatorial (2) - GBR Grã-Bretanha (130) - GRE Grécia (73) - HAI Haiti (2) - HKG Hong Kong (40) - HON Honduras (5) - HUN Hungria (131) - ISV Ilhas Virgens Americanas (2) - INA Indonésia (11) - IRI Irã (41) - IRL Irlanda (70) - ISR Israel (32) - ITA Itália (203) \| - JPN Japão (265) - JOR Jordânia (13) - LAT Letônia (39) - LBA Líbia (40) - LIB Líbano (9) - LBR Libéria (5) - LTU Lituânia (52) - MAC Macau (24) - MAD Madagascar (2) - MDV Maldivas (2) - MAR Marrocos (32) - MEX México (102) - MOZ Moçambique (11) - MDA Moldávia (22) - MGL Mongólia (26) - MNE Montenegro (46) - MCO Mônaco (1) - NAM Namíbia (8) - NGR Nigéria (29) - NOR Noruega (12) - NZL Nova Zelândia (21) - OMA Omã (11) - NED Países Baixos (20) - PAN Panamá (2) - PAR Paraguai (4) - PAK Paquistão (4) - PER Peru (4) - POL Polônia (200) - PUR Porto Rico (1) - POR Portugal (46) - QAT Catar (6) \| - KEN Quênia (2) - KGZ Quirguistão (6) - CZE Chéquia (99) - MKD Macedônia do Norte (3) - COD República Democrática do Congo (5) - DOM República Dominicana (3) - ROU Romênia (65) - RUS Rússia (308) - SEN Senegal (11) - SRB Sérvia (280) - SIN Singapura (9) - SYR Síria (5) - SWZ Essuatíni (2) - SUD Sudão (2) - SWE Suécia (62) - SUI Suíça (56) - SRI Sri Lanka (14) - TJK Tajiquistão (2) - THA Tailândia (61) - TPE Taipé Chinês (86) - TAN Tanzânia (1) - TOG Togo (2) - TUN Tunísia (1) - TUR Turquia (88) - UKR Ucrânia (188) - UGA Uganda (40) - URU Uruguai (22) - UZB Uzbequistão (14) - VIE Vietnã (13) - ZAM Zâmbia (9) - ZIM Zimbabwe (2) \| | | | |
| - AFG Afeganistão (3) - RSA África do Sul (113) - ALB Albânia (4) - GER Alemanha (116) - ANG Angola (3) - AHO Antilhas Neerlandesas (11) - KSA Arábia Saudita (29) - ALG Argélia (27) - ARG Argentina (9) - ARM Armênia (14) - AUS Austrália (132) - AUT Áustria (32) - AZE Azerbaijão (18) - BRN Bahrein (1) - BEL Bélgica (27) - BEN Benim (5) - BLR Bielorrússia (24) - BIH Bósnia e Herzegovina (37) - BOT Botsuana (17) - BRA Brasil (129) - BUL Bulgária (66) - BUR Burquina Fasso (2) - BHU Butão (6) - CAN Canadá (211) - KAZ Cazaquistão (65) - CHI Chile (4) - CHN China (241) - CYP Chipre (21) - COL Colômbia (7) - COM Comores (2) - CGO Congo (7) - PRK Coreia do Norte (24) | - KOR Coreia do Sul (175) - CRC Costa Rica (5) - CRO Croácia (52) - CUB Cuba (9) - DEN Dinamarca (18) - EGY Egito (41) - ESA El Salvador (2) - UAE Emirados Árabes Unidos (24) - ECU Equador (8) - SVK Eslováquia (41) - SLO Eslovênia (95) - ESP Espanha (102) - USA Estados Unidos (107) - EST Estônia (59) - FIN Finlândia (52) - FRA França (165) - GHA Gana (41) - GUA Guatemala (12) - GEQ Guiné Equatorial (2) - GBR Grã-Bretanha (130) - GRE Grécia (73) - HAI Haiti (2) - HKG Hong Kong (40) - HON Honduras (5) - HUN Hungria (131) - ISV Ilhas Virgens Americanas (2) - INA Indonésia (11) - IRI Irã (41) - IRL Irlanda (70) - ISR Israel (32) - ITA Itália (203) | - JPN Japão (265) - JOR Jordânia (13) - LAT Letônia (39) - LBA Líbia (40) - LIB Líbano (9) - LBR Libéria (5) - LTU Lituânia (52) - MAC Macau (24) - MAD Madagascar (2) - MDV Maldivas (2) - MAR Marrocos (32) - MEX México (102) - MOZ Moçambique (11) - MDA Moldávia (22) - MGL Mongólia (26) - MNE Montenegro (46) - MCO Mônaco (1) - NAM Namíbia (8) - NGR Nigéria (29) - NOR Noruega (12) - NZL Nova Zelândia (21) - OMA Omã (11) - NED Países Baixos (20) - PAN Panamá (2) - PAR Paraguai (4) - PAK Paquistão (4) - PER Peru (4) - POL Polônia (200) - PUR Porto Rico (1) - POR Portugal (46) - QAT Catar (6) | - KEN Quênia (2) - KGZ Quirguistão (6) - CZE Chéquia (99) - MKD Macedônia do Norte (3) - COD República Democrática do Congo (5) - DOM República Dominicana (3) - ROU Romênia (65) - RUS Rússia (308) - SEN Senegal (11) - SRB Sérvia (280) - SIN Singapura (9) - SYR Síria (5) - SWZ Essuatíni (2) - SUD Sudão (2) - SWE Suécia (62) - SUI Suíça (56) - SRI Sri Lanka (14) - TJK Tajiquistão (2) - THA Tailândia (61) - TPE Taipé Chinês (86) - TAN Tanzânia (1) - TOG Togo (2) - TUN Tunísia (1) - TUR Turquia (88) - UKR Ucrânia (188) - UGA Uganda (40) - URU Uruguai (22) - UZB Uzbequistão (14) - VIE Vietnã (13) - ZAM Zâmbia (9) - ZIM Zimbabwe (2) |

## Modalidades

### Obrigatórias
As modalidades obrigatórias (oito esportes) são determinadas pela Federação Internacional do Esporte Universitário (FISU) e, salvo alteração feita na Assembléia Geral da FISU, valem para todas as Universíadas de Verão.
| - Atletismo (46) - Basquetebol (2) - Esgrima (12) - Futebol (2) - Ginástica artística (14) | - Ginástica rítmica (8) - Judô (18) - Natação (40) - Polo aquático (2) - Saltos ornamentais (12) | - Tênis (7) - Tênis de mesa (7) - Voleibol (2) |

### Opcionais
As modalidades opcionais são determinadas pela Federação Nacional de Esportes Universitários (National University Sports Federation - NUSF) do país organizador e devem ser de, no mínimo, três esportes, salvo aprovação do Comitê Executivo (como é o caso dessa edição).
- Taekwondo (21)
- Tiro com arco (10)

## Locais de eventos

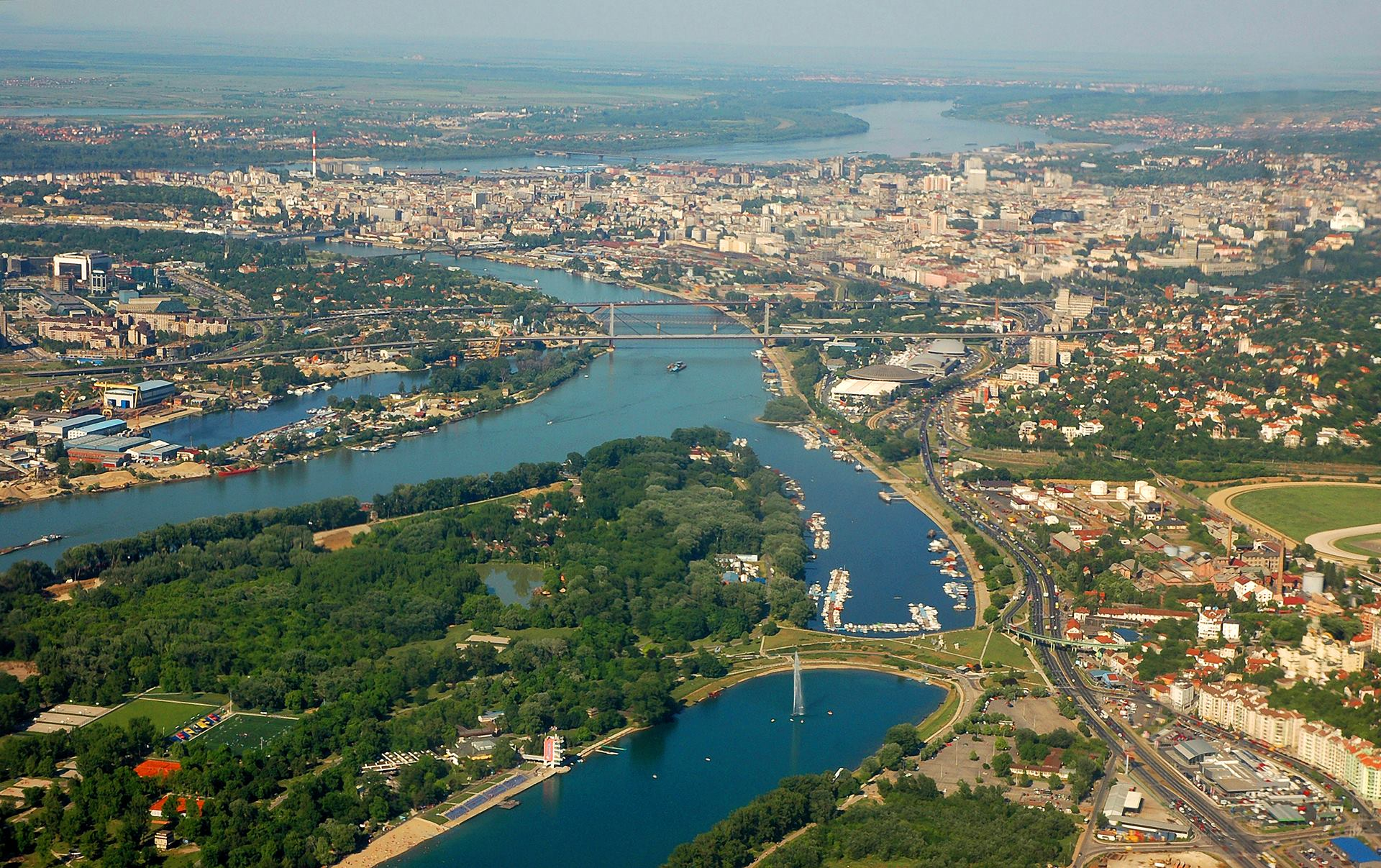
Vista aérea de Belgrado.

Esses são os locais de eventos e as modalidades disputadas em cada local:
Belgrado
- Estádio Estrela Vermelha: atletismo
- Beograd Arena, SH FMP Železnik, SC Šumice, Belgrade Hall: basquetebol
- Belgrade Fair: esgrima, ginástica artística, ginástica ritímica, judô, taekwondo e tênis de mesa
- OFK Beograd, FC Obilić, FC Železnik, FC Zemun, FC Voždovac e FC Partizan: futebol
- SRC Tašmajdan: natação e voleibol
- Instituto da República Sérvia de Esportes: saltos ornamentais
- SRC Milan Gale Muškatirović e JPSC Olimp: tênis
- Academia Militar da Sérvia: tiro com arco

| Jakovo - FC Srem: futebol Lazarevac - FC Kolubara: futebol - SC Kolumbara: voleibol | Semêndria - FC Smederevo: futebol - SH Smederevo: voleibol | Voivodina - Inđija - FC Indjija: futebol - Novi Sad - SPC SPENS: voleibol - Vršac - Millennium Center: basquetebol |

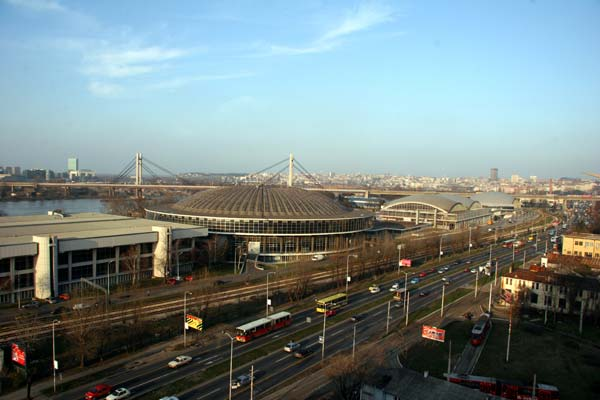
Belgrade Fair, Belgrado.
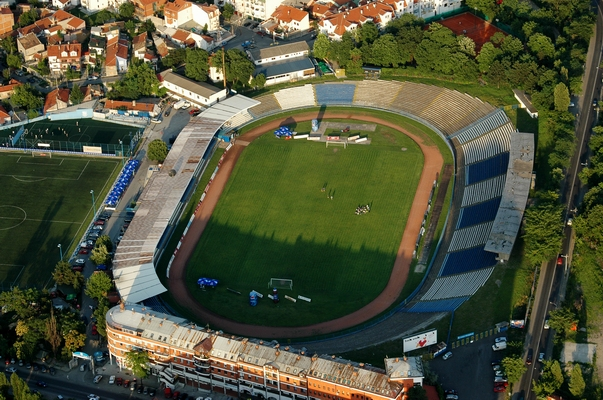
Omladinski Stadion (OFK Beograd), Belgrado.
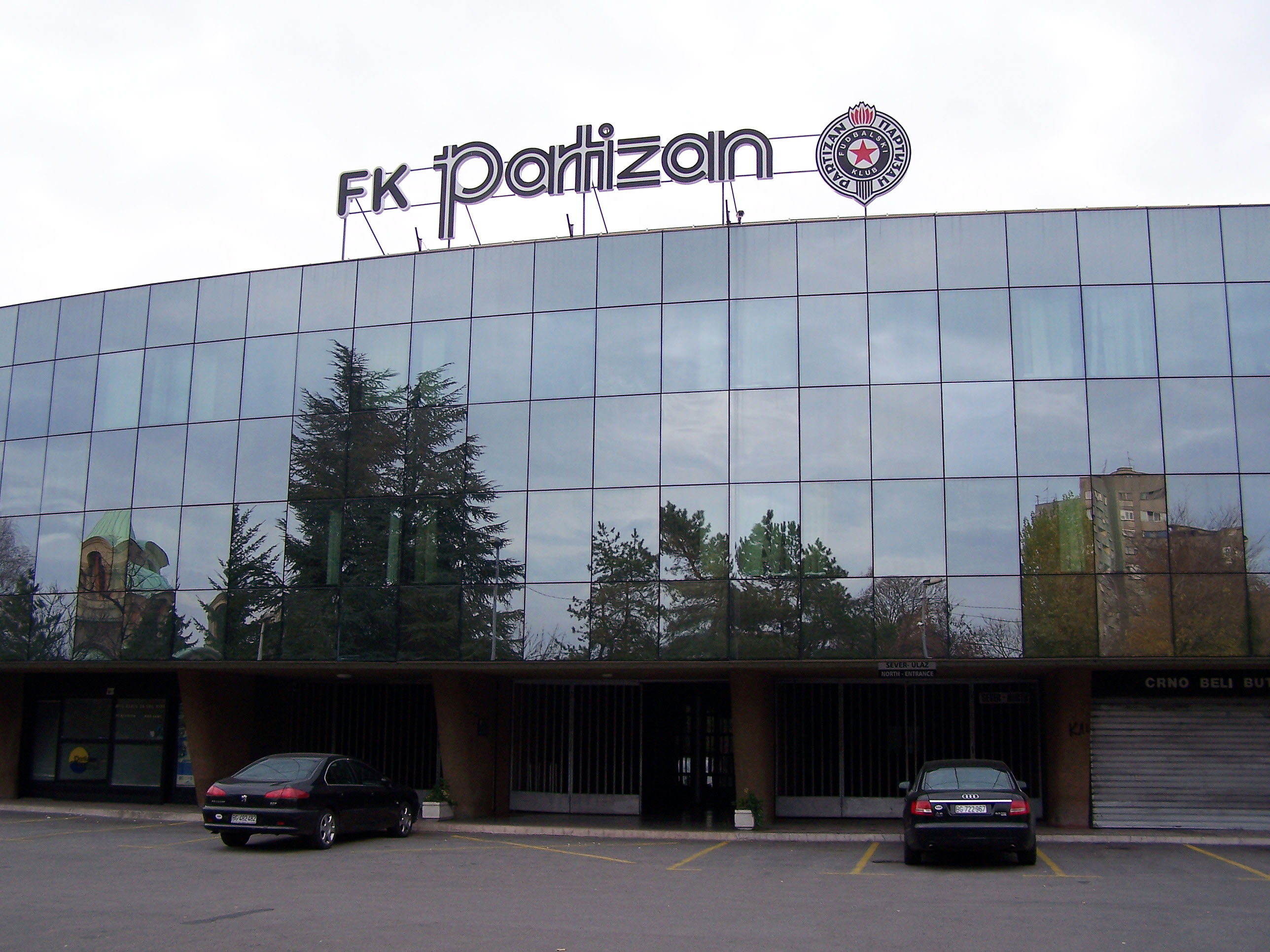
Estádio Partizan, Belgrado.
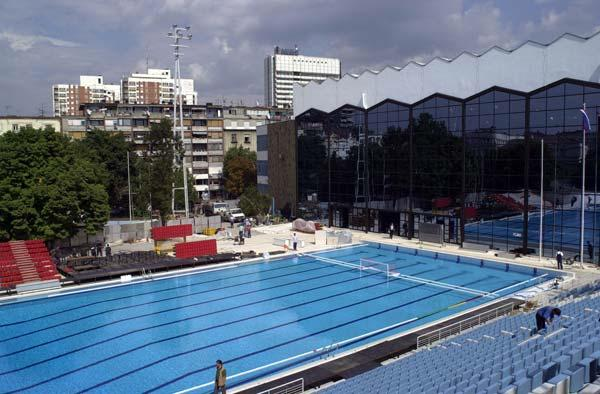
SRC Tasmajdan, Belgrado.
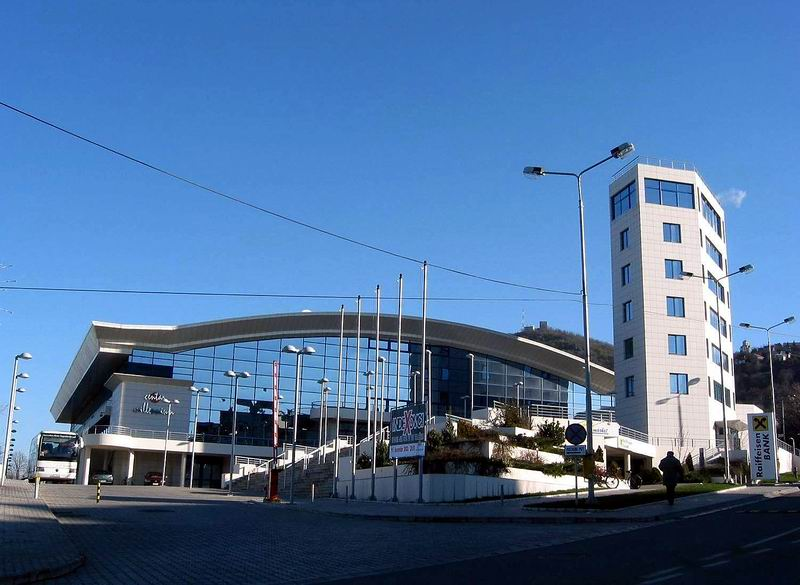
Millennium Center, Vršac.
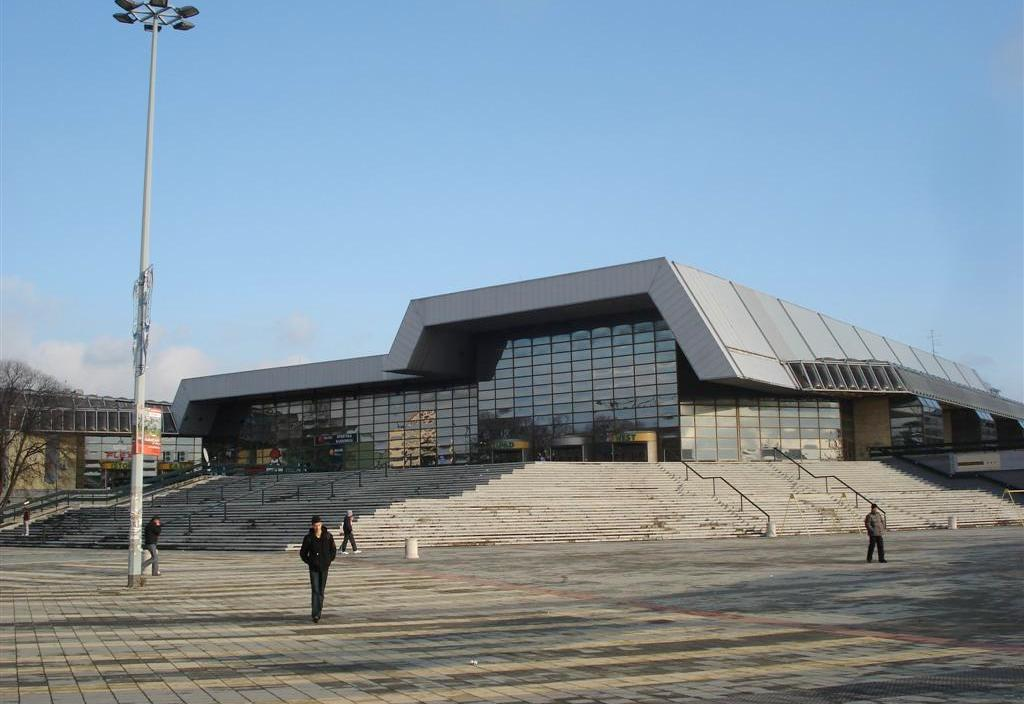
SPC SPENS, Novi Sad.

## Medalhas
O quadro de medalhas é uma lista que classifica as Federações Nacionais de Esportes Universitários (NUSF) de acordo com o número de medalhas conquistadas. Foram disputadas 203 finais em 15 modalidades. O país em destaque é o anfitrião.
A primeira medalha de ouro foi conquistada pelo atleta coreano Li Kisung no evento de punsae individual masculino do taekwondo. A medalha foi entregue pelo presidente da FISU, George E. Killian. A Sérvia conquistou, também no taekwondo, a sua primeira medalha (bronze) com as atletas Natasa Bajic, Marijana Sudzukovic e Sanja Kocanski no evento punsae equipe feminino.
| Ordem | País               | Medalha de ouro | Medalha de prata | Medalha de bronze |    |  |
| ----- | ------------------ | --------------- | ---------------- | ----------------- | -- |  |
| 1     | RUS Rússia         | 27              | 22               | 27                | 76 |  |
| 2     | CHN China          | 22              | 21               | 15                | 58 |  |
| 3     | KOR Coreia do Sul  | 21              | 11               | 15                | 47 |  |
| 4     | JPN Japão          | 20              | 21               | 32                | 73 |  |
| 5     | USA Estados Unidos | 13              | 13               | 13                | 39 |  |
| 6     | UKR Ucrânia        | 7               | 11               | 13                | 31 |  |
| 7     | TPE Taipé Chinês   | 7               | 5                | 5                 | 17 |  |
| 8     | ITA Itália         | 6               | 14               | 11                | 31 |  |
| 9     | POL Polônia        | 6               | 10               | 8                 | 24 |  |
| 10    | SRB Sérvia         | 5               | 5                | 9                 | 19 |  |
|       |                    |                 |                  |                   |    |  |
| 20    | POR Portugal       | 3               |                  | 2                 | 5  |  |
|       |                    |                 |                  |                   |    |  |
| 25    | BRA Brasil         | 2               | 2                | 2                 | 6  |  |

### Atletas multimedalhistas

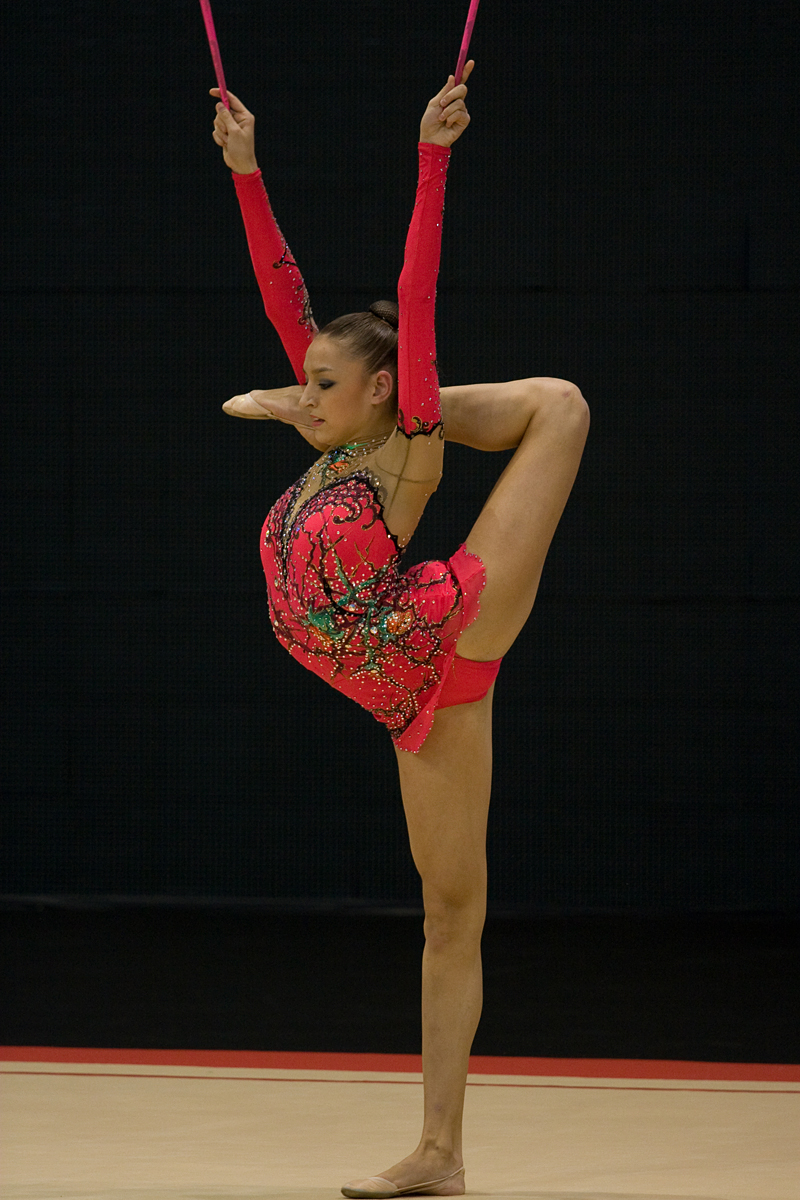
Yevgeniya Kanayeva na Super Final da Copa do Mundo de Ginástica rítmica em Benidorm 2008.

Os atletas com maior número de medalhas (sem considerar diferenciação entre elas) são:
| Modalidade          | Atleta                 | Medalha de ouro | Medalha de prata | Medalha de bronze | Total de medalhas |
| ------------------- | ---------------------- | --------------- | ---------------- | ----------------- | ----------------- |
| Natação             | USA Ava Ohlgren        | 5               |                  |                   | 5                 |
| Ginástica artística | CHN Jiang Yuyuan       | 3               | 1                | 1                 | 5                 |
| Saltos ornamentais  | MEX Paola Espinosa     | 3               | 1                | 1                 | 5                 |
| Ginástica rítmica   | RUS Yevgeniya Kanayeva | 5               |                  |                   | 5                 |
| Ginástica rítmica   | UKR Anna Bessonova     |                 | 4                |                   | 4                 |
| Natação             | USA Chad Latourette    | 1               | 3                |                   | 4                 |
| Ginástica artística | CHN He Ning            | 1               | 2                | 1                 | 4                 |
| Natação             | JPN Ryosuke Irie       | 3               | 1                |                   | 4                 |

Considerando o "peso" das medalhas, a grande vencedora foi a ginasta russa Yevgeniya Kanayeva que conquistou as cinco medalhas de ouro individuais da ginástica rítmica: individual geral, aro, corda, fita e maças. A nadadora estadunidense Ava Ohlgren também conquistou cinco medalhas de ouro, sendo duas delas individuais (200 metros medley e 400 metros medley) e três nos revezamentos.

## Calendário
As caixas em azul representam uma competição ou um evento qualificatório de determinada data. As caixas em amarelo representam um dia de competição valendo medalha. Cada ponto dentro das caixas representa uma disputa de medalha de ouro.
| ● | Cerimônia de abertura |  | Competições | ● | Finais de competições | ● | Cerimônia de encerramento |

| Programa            | Junho | Julho | Julho  | Julho | Julho | Julho | Julho  | Julho  | Julho    | Julho | Julho      | Julho      | Julho | T   |
| Programa            | 30    | 1     | 2      | 3     | 4     | 5     | 6      | 7      | 8        | 9     | 10         | 11         | 12    | T   |
| ------------------- | ----- | ----- | ------ | ----- | ----- | ----- | ------ | ------ | -------- | ----- | ---------- | ---------- | ----- | --- |
| Cerimônias          |       | ●     |        |       |       |       |        |        |          |       |            |            | ●     |     |
| Atletismo           |       |       |        |       |       |       |        | ●●     | ●●●      | ●●●●● | ●●●● ●●●●● | ●●●● ●●●●● | ●●●●● | 46  |
| Basquetebol         |       |       |        |       |       |       |        |        |          |       |            | ●          |       | 2   |
| Esgrima             |       |       | ●●     | ●●    | ●●    | ●●    | ●●     | ●●     |          |       |            |            |       | 12  |
| Futebol             |       |       |        |       |       |       |        |        |          |       | ●          |            |       | 2   |
| Ginástica artística |       |       | ●      | ●     | ●●    | ●●●●● |        |        |          |       |            |            |       | 14  |
| Ginástica rítmica   |       |       |        |       |       |       |        |        |          |       | ●●         | ●●●        |       | 8   |
| Judô                |       |       |        |       |       |       |        | ●●     | ●●       | ●●    | ●●         | ●●         |       | 18  |
| Natação             |       |       |        |       |       | ●●    | ●● ●●● | ●● ●●● | ●●● ●●●● | ●●    | ●●● ●●●●   | ●●●●       |       | 40  |
| Polo aquático       |       |       |        |       |       |       |        |        |          |       |            | ●          | ●     | 2   |
| Saltos ornamentais  |       |       |        |       | ●●    | ●     | ●      | ●●     | ●        | ●     | ●●●●       |            |       | 10  |
| Taekwondo           |       |       | ●● ●●● | ●●    | ●●    | ●●    | ●●     |        |          |       |            |            |       | 21  |
| Tênis               |       |       |        |       |       |       |        |        |          |       | ●●         | ●● ●●●     |       | 7   |
| Tênis de mesa       |       |       |        |       |       |       |        | ●●     | ●        | ●●    | ●●         |            |       | 7   |
| Tiro com arco       |       |       |        |       |       |       |        |        |          |       | ●●         | ●●●●       |       | 10  |
| Voleibol            |       |       |        |       |       |       |        |        |          |       | ●          | ●          |       | 2   |
| Finais              | —     | —     | 8      | 7     | 10    | 21    | 12     | 17     | 19       | 21    | 33         | 42         | 11    | 203 |
| Programa            | 30    | 1     | 2      | 3     | 4     | 5     | 6      | 7      | 8        | 9     | 10         | 11         | 12    |     |
| Programa            | Junho | Julho | Julho  | Julho | Julho | Julho | Julho  | Julho  | Julho    | Julho | Julho      | Julho      | Julho |     |